# 夏震寰
夏震寰（1913年3月17日—2001年10月22日），中国水利工程学泰斗，浙江余姚人。

## 生平
1936年，国立清华大学土木工程系毕业，并留校任助教。
1938年~1940年，英国曼彻斯特大学学习，获理学硕士学位。
1940年~1943年，美国衣阿华大学，攻读水力学和泥沙动力学，获哲学博士学位。
1944年~1947年，美国康涅狄格州联合飞机公司，任工程师。
1947年，回国，出任清华大学教授。
1950年~1951年，清华大学土木工程系主任。
1951年~1952年，哈尔滨工业大学建筑系主任。
1952年，清华大学水力学教学研究组主任。
1955年，清华大学水利工程系副主任。
1955年~1957年，苏联列宁格勒工业大学考察。

## 主要著作
主持编写高等教材《工程水力学》
主持编写高等教材《水力学》
主编《水库泥沙》
参与编写《高含沙水流运动》
著有经典的《现代水力学》，4卷，170余万字。
代表论文多篇，《水流输运细颗粒泥沙的研究》、《离散颗粒和絮凝体相组合的沉降特性》等

## 逸事
夏震寰先生在退休前指导的博士研究生数量居清华大学首位。